# 水素増感
水素増感（すいそぞうかん）とは、モノクローム（モノクロ）の写真フィルムや写真乾板を、水素ガス中に密封し、フィルム感度を上げる方法である。主に天体写真などで使われる。

## 概要
密閉した容器内に未露光のモノクロ写真フィルムを入れて水素ガスを注入し、30℃から40℃前後に保温したまま一定時間（数時間から十数時間ほど）が経過することでフィルムを増感させる方法である。
水素増感は、他の増感法と比較して単純簡便な割に効果が大きく、粒状性の悪化や保存性の劣化などがないため、天体写真の分野で1980年代から多用された。また、増感現像時にしばしば発生するカブリの心配が少なく、長時間露光時の相反則不軌も少なくなる。
1980年代当時、アマチュア写真家でも買える程度の価格（数万円～十数万円程度）で、水素増感装置が、日本のケンコーや、アメリカのルミコン、フジプレスインターナショナルなどから発売されていた。
特にコダックのテクニカルパンは水素増感との相性が良く、適正に処理した場合には1秒露出で2.5倍、30秒露出で4倍と、スペクトロスコピック感光材料の103aEと同等の感度を持つようになりながらも、粒状性や鮮鋭度で比較にならないほど優秀であった。
問題点としては、アマチュアが使用する真空ポンプでは必要な真空度が出せず、効果が不安定になりがちであること、また、乳剤中の水分が取り除かれて乾燥した状態になるため、撮影時に空気中の水分を吸ってフィルム中央部が浮き上がり、ピンボケが起こりやすいことなどがある。対策は、窒素ベーキング（詳細は下記参照）、あるいは天体写真用カメラの圧板に小穴を開けてフィルムをベース面側から吸引する「フィルム吸引」などがある。

## 窒素ベーキング
水素増感処理の前に窒素ベーキングを行なうことで手動真空ポンプでも高い増感効果を安定して得ることができる。
1. 処理する感材を真空処理容器に入れて、40℃から50℃まで加熱し30分間置く。
2. 真空ポンプで真空処理容器内を脱気し、バルブを閉めて10分間置く。
3. 真空処理容器に窒素ガスをほぼ1気圧まで入れる。
4. 真空ポンプで真空処理容器内を脱気し、バルブを閉めて10分間置く。
5. 真空処理容器に窒素ガスをほぼ1気圧まで入れる。
6. 真空処理容器を摂氏40から50度に保って24時間置く。